# David Waddington, baron Waddington
David Charles Waddington, baron Waddington GCVO PC QC DL (født 2. august 1929 i Burnley, Lancashire, England, død 23. februar 2017) var en britisk konservativ politiker, der var indenrigsminister i 1989–1990. David Waddington havde også andre poster i partiet og regeringen. Han var britisk guvernør på Bermuda i 1992–1997. 

## Medlem af Underhuset
Fra 1968 til 1990 var David Waddington valgt som et af Lancashires medlemmer af Underhuset.
Først blev han valgt i Nelson og Colne. Fra 1979 var han valgt i Clitheroe. I 1983 fik kredsen nye grænser, og den skiftede navn til Ribble Valley.

## Medlem af Overhuset
David Waddington var medlem af Overhuset i 1990–2015.
Den 4. december 1990 blev David Waddington adlet som baron af en lokalitet i  sin seneste valgkreds (Baron Waddington, of Read in the County of Lancashire), og han indtrådte i Overhuset.
Lord Waddington blev pensioneret fra Overhuset den 26. marts 2015 

## Chefindpisker
I 1987–1989 var David Waddington chefindpisker for regeringspartiet, og han var samtidigt parlamentarisk sekretær i finansministeriet.

## Indenrigsminister
David Waddington var indenrigsminister i 1989–1990.

## Flertalsleder i Overhuset
I 1990–1992 var Lord Waddington flertalsleder i Overhuset (dvs. ordfører for regeringspartiet), og han var samtidigt storseglbevarer (Lord Privy Seal) i regeringen.

## Andre poster
Lord Waddington var guvernør på Bermuda i 1992–1997. 
Den 30. juni 2005 blev lord Waddington formand for overvejende konservative The European Reform Forum (ERF). ERF markerede sig som fortalere for genforhandling af det britiske medlemskab af EU.